# Сиксин, Валентин Степанович
Валентин Степанович Сиксин (19.07.1913 — ? (не ранее 1979 и не позднее 1985)) — кандидат физико-математических наук, участник советской ядерной программы, лауреат Сталинской премии.
Родился 19.07.1913 в Ростове-на-Дону.
Окончил физический факультет Ростовского университета и был зачислен в аспирантуру. Собирал экспериментальный материал по неупругому взаимодействию нейтронов с материалами и делению ядер урана нейтронами.
В 1941—1945 гг. служил в Управлении ВВС Черноморского флота, старший инструктор школы связи № 2, ст. техник-лейтенант. Демобилизовался 20.10.1945.
Орден Красной Звезды 25.05.1945 — за отличную и самоотверженную работу по подготовке специалистов-связистов. Медаль «За оборону Кавказа».
С 1946 г. участник советской ядерной программы, старший научный сотрудник сектора № 1 Лаборатории № 1 АН СССР, созданной на базе Харьковского физико-технического института.
В 1948 г. защитил кандидатскую диссертацию «Исследование зависимости эффективного сечения деления ядер урана от энергии нейтронов».
С 1948 по 1950 г. старший научный сотрудник Харьковского физико-технического института. В октябре 1950 года откомандирован для работы в Гидротехнической лаборатории Лаборатории измерительных приборов АН СССР (ЛИПАН) в должности начальника сектора (г. Дубна Московской области, будущий ОИЯИ).
Постановлением СМ СССР от 8.01.1953 г. Гидротехническая лаборатория была выделена из состава Лаборатории измерительных приборов Академии наук СССР в самостоятельную лабораторию и передана Первому главному управлению при Совете Министров СССР.
С 1955 года работал в Ростовском государственном университете, в 1962 г. упоминается как зав. лабораторией ядерной физики, позже — директор Научно-исследовательского физико-математического института (НИФМИ) РГУ.
Умер между 1979 и 1985 годами.
Сталинская премия (Сталинские премии по Постановлению СМ СССР № 3044-1304сс от 31 декабря 1953 года) — за ядерно-физические исследования, связанные с разработкой и испытанием изделия РДС-6с.
Сочинения:
- Король В. М., Сиксин В. С. Источник ионов лития для электростатического генератора // Атомная энергия. Том 21, вып. 3. — 1966.